# 布魯克菲爾德 (威斯康辛州)
布魯克菲爾德（英語：Brookfield）是一個位於美國威斯康辛州沃基肖縣的城市。

## 人口
根據2020年美國人口普查的數據，布魯克菲爾德的面積為71.63平方千米，當中陸地面積為70.68平方千米，而水域面積為0.95平方千米。當地共有人口41464人，而人口密度為每平方千米579人。